# Eunephthya shirleyae
Eunephthya shirleyae is een zachte koralensoort uit de familie van de Nephtheidae. De wetenschappelijke naam van de soort is voor het eerst geldig gepubliceerd in 2012 door McFadden & van Ofwegen.